# زاپاترا
زاپاترا (به اسپانیایی: Zapatera) آتشفشان سپری کوچکی به ارتفاع ۶۲۹ متر واقع در نیکاراگوئه در آمریکای مرکزی است که جزیره‌ای به مساحت تقریبی ۷۰ کیلومتر مربع را در دریاچه نیکاراگوئه تشکیل می‌دهد.

## مشخصات
آتشفشان سپری زاپاترا، جزیره‌ای به ابعاد ۷ در ۱۰ کیلومتر را در غرب دریاچهٔ نیکاراگوئه کمی دورتر از آتشفشان مومباچو تشکیل می‌دهد. کاسه آتشفشانی کوچک و تقریباً دایره‌ای‌شکل زاپاترا به قطر ۲ کیلومتر در نزدیکی مرکز جزیره قرار دارد و مجموعه‌ای از گسلهای شمال‌شرقی‌گرا که تا درون دریاچه نیکاراگوئه نیز امتداد یافته‌اند آن را قطع می‌کنند. در مرکز این کاسهٔ آتشفشانی گنبد گدازهای به ارتفاع ۳۰۵ متر قرار دارد که سرو ال لانو نامیده می‌شود و در دامنه‌های جنوبی و شمال شرقی آتشفشان نیز می‌توان گنبدهای گدازهٔ دیگری را مشاهده نمود.
آتشفشان زاپاترا یک آتشفشان مرده است و عدم فعالیت طولانی‌مدت آن سبب شده تا این جزیرهٔ آتشفشانی پوشیده از جنگل‌های انبوه باشد. جزیرهٔ زاپاترا مسکونی است و افراد کمی از بومیان در آن زندگی می‌کنند. همچنین برخی از مهمترین سایت‌های باستان‌شناسی نیکاراگوئه در این جزیره واقعند چنانکه تاکنون مصنوعات و تندیس‌های باستانی بسیاری در این جزیره یافت شده‌اند و بسیاری نیز هنوز در زیر خاک مدفونند. مجموعه‌ای از تندیس‌های یافت‌شده در زاپاترا را می‌توان در موزهٔ سان فرانسیسکوی شهر گرانادا مشاهده نمود.